# Chrysochlamys
Chrysochlamys es un género con 44 especies de plantas fanerógamas perteneciente a la familia Clusiaceae.  Comprende 43 especies descritas y de estas, solo 32 aceptadas.

## Descripción
Son arbustos o árboles, con látex mayormente claro u ocasionalmente lechoso; plantas dioicas. Hojas mayormente elípticas, nervadura secundaria generalmente prominente y distante, solo raramente formando un nervio submarginal; pecioladas. Inflorescencias en panículas terminales o raramente laterales desde nudos afilos, glabras o rara vez escasamente puberulentas; sépalos 4–6, el par exterior generalmente más corto que el interior, verdes o rosados, cartáceos, con líneas resinosas; pétalos 4–6, a menudo difíciles de distinguir de los sépalos, blancos o rosados, con líneas resinosas; flores estaminadas con numerosos estambres libres (en Nicaragua); flores pistiladas con numerosos estaminodios con apariencia de estambres, estigmas generalmente 5, más o menos rectangulares, más o menos sésiles. Fruto una cápsula carnosa, generalmente verde o rosado-blanquecina por fuera, blanca por dentro; semillas 1 o 2 por lóculo, verdes con un arilo anaranjado.

## Taxonomía
El género fue descrito por Poepp. & Endl. y publicado en Nova Genera ac Species Plantarum 3: 13. 1842. La especie tipo es: Chrysochlamys multiflora Poepp. 

## Especies seleccionadas
- Chrysochlamys allenii (Maguire) Hammel
- Chrysochlamys alterninervia Cuatrec.
- Chrysochlamys angustifolia (Maguire) Hammel
- Chrysochlamys balboa Hammel
- Lista de especies